# Carteria peterhofiensis
Carteria peterhofiensis là một loài tảo trong họ Chlamydomonadaceae, thuộc chi Carteria.